# Denkmal für Rosa Araújo

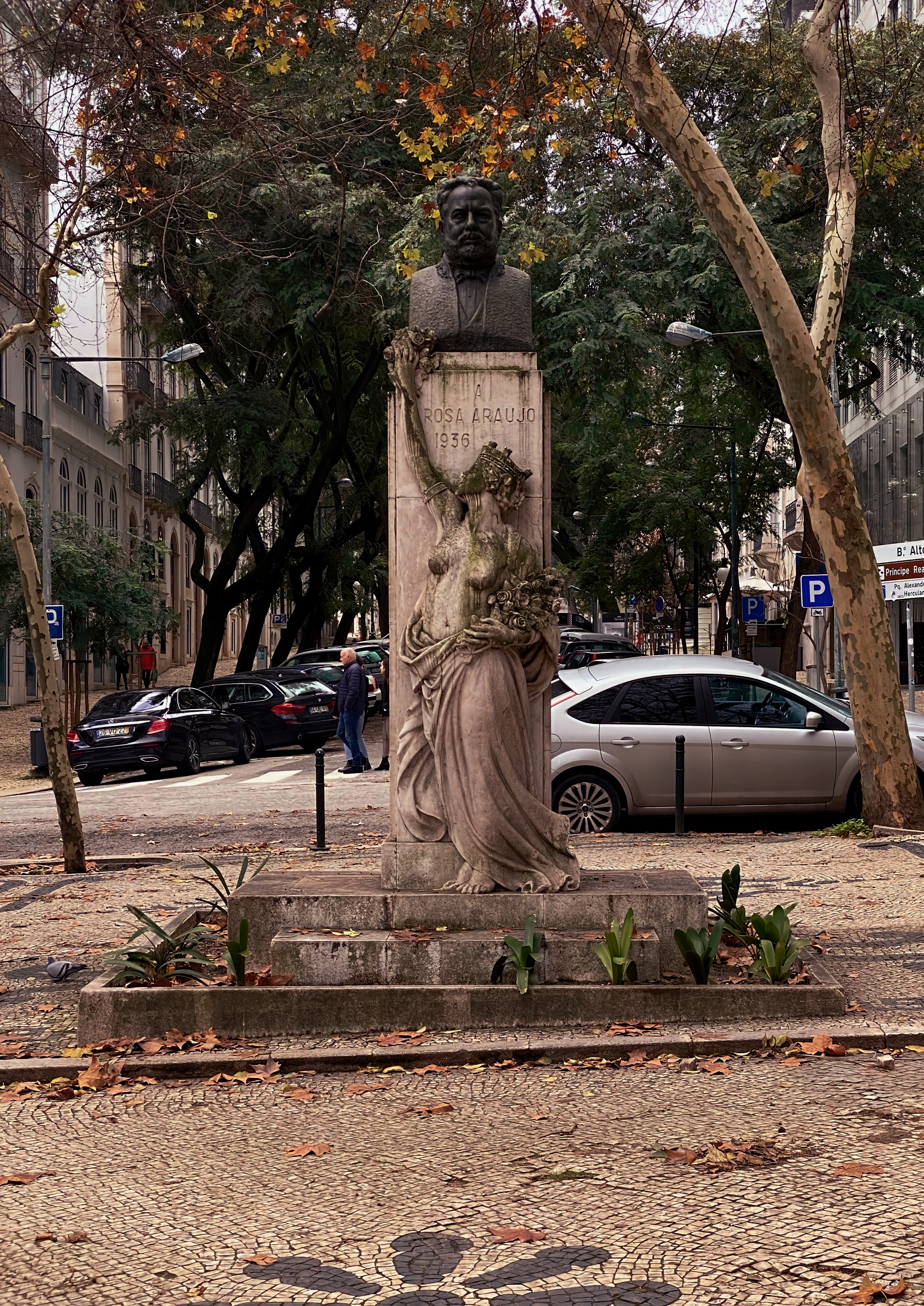
Das Denkmal

Das Denkmal für Rosa Araújo ist ein Ehrenmal für den Kaufmann, Journalisten und Bürgermeister José Gregório Rosa Araújo (1840–1893) im Zentrum der portugiesischen Hauptstadt Lissabon.
Es wurde am 25. Oktober 1936 in den Grünanlagen der Avenida da Liberdade errichtet. Der Bildhauer Costa Mota schuf eine Bronzebüste, die Rosa Araújo darstellt. Sie steht auf einem etwa 2 Meter hohen Steinsockel, auf dem eine Frauenfigur – eine Allegorie der Stadt Lissabon – ihrem Wohltäter dankt. In dem Sockel die Inschrift À ROSA ARAÚJO 1936.